# Ubranie gazoszczelne
Ubranie gazoszczelne – podstawowe wyposażenie straży pożarnej w zakresie ochrony indywidualnej podczas działań ratownictwa chemicznego i ekologicznego. W trakcie usuwania skutków awarii, wycieków, skażeń kombinezony gazoszczelne są niezbędnym strojem. Najczęściej wyposażone są w wizjer (szybę) oraz doszyte rękawice i buty, a także AODO (aparat ochrony dróg oddechowych).
Materiałem ubrań gazoszczelnych jest przeważnie kauczuk butylowy (kopolimer izobutylenu i izoprenu). Ubranie takie składa się zazwyczaj z kilku warstw. Skafander taki całkowicie odgradza ratownika od warunków zewnętrznych, jednak pogarsza jego sprawność psychofizyczną, jest bowiem w połączeniu z butlą bardzo ciężki. Czas przepuszczalności ubrania gazoszczelnego w zależności od jego rodzaju wynosi od 10 minut do ponad 8 godzin. Głównymi producentami ubrań gazoszczelnych są firmy Dräger (Lubeka, Niemcy), Trellchem (Trelleborg, Szwecja) i Auer (Karyntia, Austria).